# Обсерваторія Ґаочен
Обсерваторія Ґаочен (кит. 告成天文台, піньїнь: Gàochéng tiānwéntái), також Обсерваторія Денфен (кит. трад. 登封觀星台, спр. 登封观星台, піньїнь: Dēng fēng guān xīng tái) — старовинна астрономічна обсерваторія, заснована наприкінці XIII ст. на священній горі Суншань в китайській провінції Хенань. Як складова частина Історичних пам'ятників Денфен в «Центрі Неба та Землі» у 2010 році увійшов до переліку Світової спадщини ЮНЕСКО. Інша назва «Башта Чжоу Гуна».

## Історія
За легендами в цій місцині з давніх-давен здійснювали астрономічні досліди. Вона тоді називалася Янчен. Першим споглядав за небесними тілами Великий Юй з династії Ся. Потім здійснювалися досліди астрономами в часи династії Чжоу, зокрема реформатором Чжоу-гуном. У Середні віки вважалося, що він першим здійснив вимір тіні сонця.
В правління династії Тан у 723 році тут зведено перший гномон астрономом І Сіном. Дослідження у 729 році проводив астроном Наньгун Юе, який очолював одну з груп астрономів, спрямованих вченим І Сіном задля створення досконалого календаря «Да Янь». В подальшому тут здійснювалися спостереження астрономами в часи період Північної Сун.
Астрономічну обсерваторію було збудовано у 1276 році при підтримці імператора Шицзу з династії Юань. Працював тут відомий астроном Ґо Шоуцзін (він же керував будівництвом обсерваторії), який у 1281 році створив найсучасніший на той час в світі календар «Шуші», обчисливши, що земний рік дорівнює 365 дням, 5 годинам, 49 хвилинам і 12 секундам. Це лише на 26 секунд відрізняється від значення, встановленого сучасною наукою.
У 1542 році в часи династії Мін обсерваторію було відремонтовано. Також краще облаштовано прилеглу територію. В часи династії Цін її намагалися відновити, проте без особливого успіху. Під час японської-китайської війни обсерваторія постраждала. У 1944 році потрапила під гарматний обстріл японських військ.
4 березня 1961 року обсерваторію та прилеглі території взято підохорону рішенням Державної Ради КНР. У 1975 році проведені реставраційні роботи. У 2010 році разом з іншими пам'ятками біля міста Денфен і гори Суншань, обсерваторія увійшла до переліку Світової спадщини ЮНЕСКО.

## Опис
Є найбільшою астрономічною будовою Середньовіччя. Знаходиться на північ від міста Ґаочен, на відстані 12 км на південний схід від міста Денфен провінції Хенань. Її зведено на висоті 380 м над рівнем моря. Площа становить 5550 м² (37 м — зі сходу на захід, 150 м — з півночі на південь).
Головною особливістю обсерваторії є пристрій для вимірювання довжини тіні сонця опівдні і відстеження його зміни протягом року. Він функціонував, кидаючи тінь риски вниз на велику горизонтальну шкалу, що тягнеться на північ. Гномон обсерваторія у 5 разів перевищував стандартний китайський гномон тих часів.
Основу складає кам'яна платформа у формі зрізаної піраміди, що тягнеться горизонтально на північ. Вона має 9,45 м заввишки, в основі ширина становить 16 м, у верхній частині — 8 м. У північній частині платформи знаходяться 2 помешкання, розділених між собою, та відкритих. Кожен з двох кімнат має одне вікно з видом на іншу кімнату і друге вікно з видом на північ. Вони вкриті подовженим дахом, що тягнеться на 12.62 м над рівнем землі. Горизонтальний стрижень з'єднує дві кімнати між собою, а паз з вертикальними стінками тягнеться до центру північної частини платформи.
Два сходи ведуть на платформу з дна північній стороні, одні ведуть на східну сторону, а інші вгору по західній стороні. Сходи і платформи розташовані мвж низьких стін 1,05 м заввишки.
Шкала обсерваторії завдовжки 31,9 м і складена з 36 кам'яних блоків. Її південний кінець тягнеться до пазу на північній стороні платформи. Два паралельних жолоби проходять по верхній частині шкали. Вони поєднані на кінцях для тримання води для утворення рівної поверхні.
По обидві боки шкали на її північному кінці розташовано 2 астрономічних інструменти, які було реконструйовано. Ці інструменти були винайдені Го Шоуцзіном. На східній стороні — «квадратний метр» (чженфан ань), на заході — це тип сонячного годинника з використанням сферичної поверхні (ян ї).
На південь від обсерваторії знаходиться астрономічний гномон часів династії Тан. Це кам'яна споруда, з усіченою поверхнею. Висота становить 1,98 м (складається зі стоячою каменю заввишки 1.64 м й верхньої частину в 34 см). У нижній частині він практично прямокутний, у верхній — квадратний. Таким чином, сонце опівдні в день літнього сонцестояння не відкидає тінь за межі зрізаної пірамідальної бази.
Між гномоном Тан і обсерваторією Юань розташовується храм Чжоу-гуна (перший виміряв тінь сонця), зведений в часи династії Мін.